# Pandemic Studios
Pandemic Studios — компания-разработчик компьютерных игр, основанная в 1998 году, дочерняя компания Electronic Arts в период 2007 по 2009 годы, после которого компания была ликвидирована, а часть сотрудников распределена по остальным студиям EA. Изначально была независимой. Наиболее популярные игры компании: Full Spectrum Warrior, Star Wars: Battlefront, Destroy All Humans!, Mercenaries Playground of Destrucion, Mercenaries 2 и The Saboteur.

## История
Компания Pandemic Studios, основана Джошом Резником, ставший впоследствии её президентом, и Эндрю Голдманом, получившего роль генерального директора, — оба ранее работали в Activision, которая инвестировала Pandemic и активно помогала в становлении молодой студии, в частности, доверила ей некоторые свои тайтлы: Battlezone II и Dark Reign 2 были сиквелами игр Activision.
В 2000 году компания открыла свою вторую студию в окрестностях Брисбена — Фортитьюд Вали (англ. Fortitude Valley). Первой игрой новой студии стала стратегия Army Men: RTS 2002 года выпуска, консольный проект на движке игры Dark Reign 2. Брисбенская Pandemic позже разработала шутер Destroy All Humans!.
В 2003 году Лос-Анджелесская студия переехала из места своего основания в Санта-Монику, в небоскрёб в Вествуде.
В ноябре 2005 года было объявлено, что Pandemic Studios и BioWare будут работать в тесном партнёрстве, и союз будет инвестировать частный фонд Elevation Partners.
11 октября 2007 года стало известно, что VG Holding Corp., обладателя контрольных акций Pandemic Studios и BioWare, приобретёт Electronic Arts при условии поддержи покупки Федеральной Торговой Комиссией США.
В феврале 2009 года студия в Брисбене была закрыта.
В ноябре 2009 года Electronic Arts поставил под сокращение более 1500 сотрудников, куда и попали все работники Pandemic. 17 ноября ЕA официально подтвердила закрытие компании, были уволены 228 сотрудников, оставлены лишь 35 для последующей поддержки The Saboteur и неанонсированного проекта Mercs Inc. (очевидно, что игра будет из серии Mercenaries) уже в составе EA Los Angeles (но торговая марка «Pandemic Studios» будет сохранена). В ответ на это, несколько бывших работников сняли прощальный клип, где они, разъярённые, разбивают принтер в клочья а-ля «офис-style».
Все сопутствующие форумы были закрыты.

## Команды
На время закрытия компании студия была разделена на следующие команды:
- команда разработки серии Full Spectrum Warrior;
- команда создания игр по мотивам Star Wars (серия Star Wars: Battlefront);
- команда разработки серии Mercenaries, которая ныне существует и разрабатывает Mercs Inc.[4];
- команда разработки игры The Saboteur, несколько сотрудников команды сохранены для технической поддержки игры;
- команда Брисбена, игры которого были неоднократно отменены (Projects B, Q, The Dark Knight и The Next Big Thing).

## Игры
Pandemic Studios разработала первые два тайтла успешной серии Star Wars: Battlefront — Star Wars: Battlefront и Star Wars: Battlefront II — а также Full Spectrum Warrior и Mercenaries. Также студия разработала последнюю игру в серии Army Men, изданной 3DO — Army Men: RTS. Студия также отвечает за разработку двух первых игр в серии Destroy All Humans!. Последним проектом студии стала игра про Вторую Мировую The Saboteur, которую журналисты окрестили «лебединым танцем» Pandemic Studios.
На время закрытия студии в разработке были ещё несколько проектов, а именно Project X и Y, которые перечислены на официальном сайте Pandemic. Проект X разрабатывался с 2007 года, а проект Y — с 2009 года. Вскоре после закрытия студии было установлено, что проект Y — это Mercs Inc., новый тайтл в серии «наёмников», который в настоящее время разрабатывается Pandemic Studios в EA LA. Многие проекты, которые разрабатывались в студии Брисбена были отменены после его закрытия, в том числе The Dark Knight и двe необъявленные игры, Project B и Q.
| Дата выхода | Игры                                  | Жанр/примечания                                                                   | Платформа                                                    |
| ----------- | ------------------------------------- | --------------------------------------------------------------------------------- | ------------------------------------------------------------ |
| 1999        | Battlezone II                         | First-person shooter, RTS                                                         | Microsoft Windows                                            |
| 2000        | Dark Reign 2                          | RTS                                                                               | Microsoft Windows                                            |
| 2002        | Triple Play 2002                      | Спортивная игра                                                                   |                                                              |
| 2002        | Army Men: RTS                         | RTS                                                                               | Microsoft Windows, PlayStation 2, Nintendo GameCube          |
| 2002        | Star Wars: The Clone Wars             | Action                                                                            | PlayStation 2, Nintendo GameCube, Xbox                       |
| 2004        | Full Spectrum Warrior                 | Real-time tactics, combat simulation                                              | Microsoft Windows, Xbox, PlayStation 2                       |
| 2004        | Star Wars: Battlefront                | First-person shooter, third-person shooter                                        | Microsoft Windows, Xbox, PlayStation 2, Macintosh            |
| 2005        | Star Wars: Battlefront II             | First-person shooter, third-person shooter                                        | Microsoft Windows, PlayStation 2, PlayStation Portable, Xbox |
| 2005        | Mercenaries Playground of destruction | Third-person shooter                                                              | PlayStation 2, Xbox                                          |
| 2005        | Destroy All Humans!                   | Third-person shooter, адвенчура                                                   | PlayStation 2, Xbox                                          |
| 2006        | Full Spectrum Warrior: Ten Hammers    | Real-time tactics, combat simulation                                              | Microsoft Windows, Xbox, PlayStation 2                       |
| 2006        | Destroy All Humans! 2                 | Third-person shooter, адвенчура                                                   | PlayStation 2, Xbox                                          |
| 2008        | Mercenaries 2: World in Flames        | Third-person shooter                                                              | Microsoft Windows, PlayStation 2, PlayStation 3, Xbox 360    |
| 2009        | The Lord of the Rings: Conquest       | Action                                                                            | Microsoft Windows, PlayStation 3, Xbox 360, Nintendo DS      |
| 2009        | The Saboteur                          | Action/adventure, third-person shooter, стелс-игра                                | Microsoft Windows, PlayStation 3, Xbox 360                   |
| Отменённые  | Mercs Inc                             | Third-person shooter                                                              | Отменён в связи с закрытием студии                           |
| Отменённые  | Project X                             | Предполагалось, что это Star Wars: Battlefront III, но разработчики отвергли слух | Отменён в связи с закрытием студии                           |
| Отменённые  | Batman: The Dark Knight               | action, стелс                                                                     | PlayStation 3, Xbox 360                                      |
| Отменённые  | Project B                             | Гоночный проект для Wii с использованием Mii                                      | Отменён в связи с закрытием студии                           |
| Отменённые  | Project Q                             | Гоночный проект для Wii с использованием Mii                                      | Отменён в связи с закрытием студии                           |